# Groupe l'Équerre
Pour les articles homonymes, voir Équerre (homonymie).

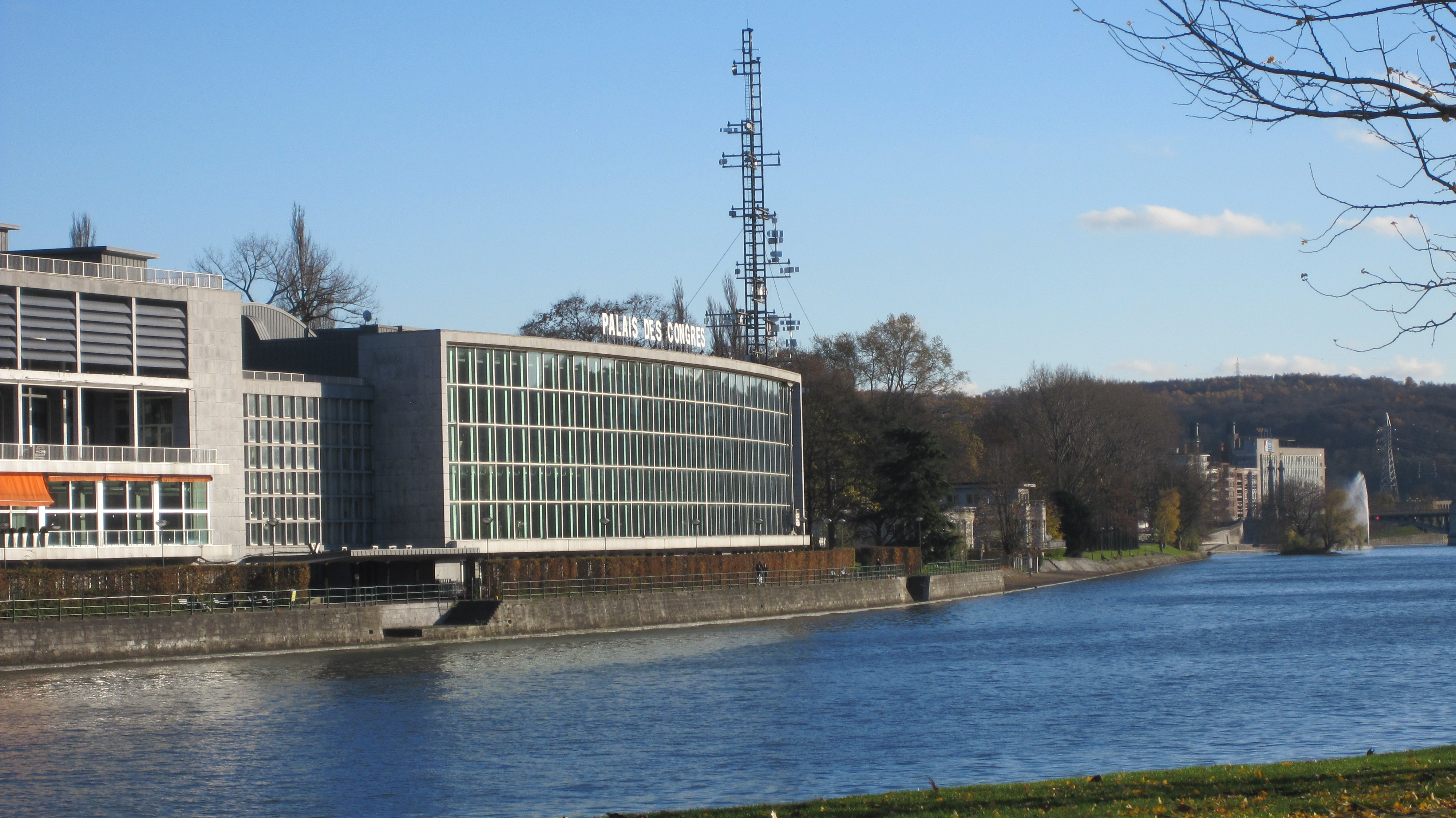
Palais des congrès de Liège

Le Groupe l'Équerre est une agence d'architecture et d'urbanisme moderniste fondée en 1935 à Liège qui a influencé l’histoire de l’aménagement du territoire en Belgique et a occupé une place significative sur la scène urbanistique internationale.
Rassemblant des architectes liégeois auteurs d'une revue éponyme dès 1928, le groupe défend une vision de l’architecture et de l'urbanisme marquée par un modernisme convaincu dont il constitue la frange la plus expressive et radicale en Belgique, inspiré par les théories des Congrès internationaux d’architecture moderne (CIAM), qu'il contribue à diffuser et dont il assure le secrétariat belge de 1935 à 1958. L'agence se voit notamment confier l'élaboration des plans d'ensemble de la « Grande Saison Internationale de l'Eau », exposition internationale de Liège en 1939, en collaboration avec le Corbusier. L'agence, dont le travail est représentatif du mouvement de l’architecture de la seconde génération du Mouvement moderne, cesse ses activités en 1982.

## Histoire
Fondé en 1935 et tirant son nom d'une revue d'architecture liégeoise, le Groupe L'Équerre est composé des architectes Émile Parent (1910-1985), Albert Tibaux (1908-1985), Edgard Klutz (1909-1987), Paul Fitschy (1908-1993) et Ivon Falize (1908-1979). Des architectes comme Jean Moutschen - architecte en chef de la Ville de Liège - ou Victor Rogister apporteront également leur collaboration.

### La revue
Créée en 1928, la revue n'est à l'origine qu'une simple feuille – le no 2 date du 15 janvier 1922 – polycopiée proposée par des étudiants en architecture de l'Académie des beaux-arts de Liège dont le plus âgé, Albert Tibaux, a vingt ans. Si l'architecture reste le sujet central d'analyse, les jeunes auteurs de L'Équerre s'intéressent également aux productions artistiques contemporaines et proposent quelques textes sur la poésie, la sculpture et la peinture, le jazz…
Au terme de leurs études, en 1931, les rédacteurs, au nombre de huit, intensifient les publications de la revue qui devient un instrument témoignant de l'engagement militant pour la mise en place d’une architecture et d’un urbanisme résolument novateurs, s'opposant à la culture architecturale dominante. Cette volonté se traduit dans le sous-titre de la revue qui se décline comme un manifeste s'affirmant « pour une meilleure architecture ».
Une des originalités de la publication mensuelle réside dans la revendication d'une transversalité de l'architecture, qui n'hésite pas à aborder les beaux-arts, le cinéma, la musique, le théâtre et la littérature. C'est ainsi que L’Équerre accueille régulièrement le poète futuriste Georges Linze, animateur de la revue Anthologie, qui reste lié au groupe. Leur action de propagande moderniste se concrétise également par le montage d'expositions qui proposent des formes nouvelles en contraste des « formes usées », opposant « au désordre l'ordre, à la fantaisie, la logique, à la richesse la pureté ».
Une première exposition consacrée à l'architecture rationnelle se déroule dans une galerie privée en mars 1932. En 1933, les animateurs de la revue organisent au Palais des beaux-arts de Liège une exposition d'architecture rationnelle, d'urbanisme et d'art moderne en collaboration avec le Groupe d'Art moderne de Liège - fondé par Georges Linze - qui présente différents artistes dont le sculpteur Ianchelevici. La pièce principale en est un élément de projet de cité industrielle sous la forme d'une maison meublée, prototype d'un habitat en série, préfigurant ce que seront les engagements du Groupe pour la cause de la ville rationnelle et l'habitat de masse. Parallèlement, la revue publie les travaux des principaux représentants de l’architecture moderne belge - comme Louis-Herman de Koninck ou Victor Bourgeois - et internationale - comme Le Corbusier, Giuseppe Terragni ou encore Alberto Sartoris.

### Le Groupe
En 1935, les jeunes architectes prolongent leur engagement par la volonté d'un travail en commun et le Groupe l’Équerre naît. En 1936, une nouvelle exposition est présentée avec l'appui des CIAM dont, deux ans plus tard, le groupe se voit confier le Secrétariat de la section belge. La même année, il reçoit le prix Picard de la Libre Académie de Belgique pour l’ensemble de ses activités : depuis 1937, de nombreux plans d’aménagement en région liégeoise lui ont été demandés, notamment celui du plateau des Trixhes à Flémalle (1936-1938) et la Plaine de jeux Reine Astrid (1937-1938).
Le Groupe est actif dans l'élaboration de l'Exposition internationale  que Liège doit accueillir en 1939 sous le titre « Grande Saison Internationale de l'Eau », un projet auquel Le Corbusier est amené à donner son avis. Ivon Falise préside la commission d’architecture qui doit coordonner les différents architectes retenus. Le Groupe s'y singularise par un geste architectural constituant un point de rupture dans l’histoire de l’architecture locale à travers la construction d'une crèche pour l'accueil des enfants - la crèche de la reine Astrid. Ce bâtiment témoigne avec force du rejet de la tradition architecturale assez présente à Liège et s’inscrit dans une idéologie dominée par un internationalisme qui contraste avec les revendications identitaires et nationalistes de la plupart des pavillons présentés à l'exposition. C'est à l'initiative du Groupe l’Équerre que la sixième conférence CIAM aurait dû se dérouler à Liège en 1939 avant d'être annulée par les évènements.
En 1939, lorsqu'éclate la Seconde Guerre mondiale, la revue cesse sa parution, après 115 numéros. Le groupe met alors ses activités en veille avant de prendre un nouveau départ en 1945, à l'issue du conflit, tandis que Liège est confrontée au problème de la reconstruction. Le Groupe l’Équerre va alors se faire le porteur rigoureux de la Charte d'Athènes finalisée par Le Corbusier en 1941, qui préconise le découpage des villes selon quatre fonctions : habitat, travail, circulation, loisirs. C'est dans ce cadre de la reconstruction qu'en 1948 l'Équerre réalise à la demande des autorités une Étude préalable au plan d’aménagement de l’agglomération liégeoise, premier travail pluridisciplinaire développé sur une aussi grande étendue - 400 km2 et 500 000 habitants - dont les méthodes innovantes, faisant appel à une vingtaine d'universitaires capables d’aborder l’étude des problèmes physiques, humains et économiques que pose un tel territoire, valent au Groupe une reconnaissance nationale et internationale.
En 1952, L’Équerre propose une nouvelle exposition d'urbanisme présentant son travail qu'il intitule « Liège et sa région de l’an 1000 à l’an 2000 » et qui, présentée au Palais des beaux-arts, connaît un large succès public. Parallèlement aux travaux et études urbanistiques - on lui doit notamment la proposition d'implantation de l'Université de Liège au Sart-Tilman - le Groupe continue d’être sollicité pour des commandes architecturales, dont le Palais des Congrès de Liège (1956-1958) - bâtiment qui reste emblématique. du travail des architectes liégeois - ou encore le siège du journal La Meuse (1960-1962).

## Réalisations
- 1937 : Plan d’aménagement du plateau des Trixhes en 1937 à Flémalle-Haute. La construction des logements sociaux débute en 1950 pour s'étaler sur une trentaine d'années.
- 1937 - 1938 : Plaine de jeux Reine Astrid à Liège (quartier de Coronmeuse)
- 1938 : Plan d’ensemble de l’Exposition internationale de l’eau, en collaboration avec Le Corbusier.
- 1948 - 1952 : Expertise pour le plan d’aménagement de la région liégeoise
- 1948 : Études pour l'urbanisation de Seraing et d'Herstal
- 1954 - 1958 : Plan d’aménagement de l’agglomération liégeoise
- 1956 : Détermination de la zone du Sart-Tilman pour l’implantation de l'Université de Liège
- 1958 - 1961 : Logement sociaux à Jemeppe-sur-Meuse
- 1956 - 1958 : Palais des Congrès de Liège
- 1960 - 1962 : Siège du journal « la Meuse » à Liège
- 1965 : Euromotel à Herstal
- 1966 : Complexe scolaire à Embourg

### Place Saint-Lambert
Dans les années 1950, il devient crucial pour Liège de s'adapter à la progression du trafic automobile et résoudre les problèmes d'engorgement et de parking, à moins de risquer l'asphyxie. Le projet de la « route de la Corniche » propose que la place Saint-Lambert soit aménagée de manière à recevoir le trafic venant des autoroutes au nord de la ville, dans une vision du « tout à l'auto ». En 1964, un projet de réaménagement en ce sens est présenté par le Groupe l'Équerre lors d'un colloque intitulé « Liège en l’an 2000 », qui se développe dans l'esprit du temps, prônant la restructuration de la ville pour la voiture et en préconisant la pénétration autoroutière au centre de la ville.
Bien qu'ils soient acceptés par le Conseil Communal de Liège en 1968, ces projets de restructuration du centre et de la place Saint-Lambert sont fortement contestés dès 1969. Avec l'évolution des mentalités, les grandes options de cette approche sont remises en cause par un mouvement d'opinion : le projet de la Corniche est purement et simplement abandonné en 1976 et, au milieu des années 1980, la poursuite du projet initial du Groupe l'Équerre - resté en jachère jusque-là et laissant un trou béant au cœur de la cité - est délaissée au profit d'un nouveau schéma directeur conçu par l'architecte Claude Strebelle.

## Postérité
Les associés du Groupe L’Équerre déclarent la société en liquidation en 1982 et les activités du bureau sont reprises sous le même nom par l'architecte Roland Evrard, membre de l'agence depuis 1960.

### Archives
Si le Groupe L’Équerre est aujourd’hui reconnu comme l'un des grands acteurs de l’architecture moderne, ses archives, pourtant récupérées après la liquidation, sont en bonne partie perdues. L'abandon du fonds s'est soldé par la destruction de l’ensemble documentaire, malgré les mises en garde relayées dans la presse spécialisée. En 2008, lors d'un transfert des archives dans les réserves du musée Curtius, des centaines d'archives, de dessins, de correspondances et revues ont irrémédiablement disparu, épargnant seulement quelques centaines de documents, rouleaux à plans et les panneaux de l’Exposition de 1952. Cette situation a amené la communauté scientifique internationale à lancer un appel « pour la sauvegarde des derniers documents essentiels pour la compréhension de l’histoire de l’architecture et de l’aménagement du territoire en Belgique ». Les archives de Paul Fitschy, récupérées par le Getty Research Institute à Los Angeles, y ont été inventoriées et sont accessibles aux chercheurs.
En 2012, est publiée une réédition de l'ensemble des revues – de 1929 à 1939 – dirigée scientifiquement par Sébastien Charlier de l'Université de Liège.

### Bilan
Pour l'historien de l'architecture Pierre Frankignoulle, si les options, travaux et réflexions du Groupe « ont « fortement orienté l’évolution urbanistique de la ville et de sa région », en inspirant de nombreux choix de localisation et d’infrastructures : université, parcs industriels, pôles commerciaux en périphérie, réseau autoroutier...  [le] bilan approfondi du groupe reste à dresser. Sans doute faut-il considérer que ses propositions étaient à appliquer comme un ensemble cohérent « faisant système », alors qu’elles le furent partiellement ».